# オオクチホシエソ
オオクチホシエソ (Malacosteus niger) はワニトカゲギス科に分類される深海魚の1種。中深層では頂点捕食者となっている。熱帯から亜寒帯まで、三大洋の深海に広く生息する。その摂食習慣についてはあまり研究されていないが、最近の研究では主にカイアシ類などの動物プランクトンを食べていることが示唆されている。比較的大きな獲物を食べるための形態をしているにもかかわらず、主に小さな動物プランクトンを捕食しているようである。赤色と青色の生物発光能力があり、中深層に生息する生物の大部分は赤色を発することが出来ない上に赤色光を感知できないため、獲物や捕食者に対してのカモフラージュとなる。

## 分布と生息地
北極圏の北緯66度から南半球の南緯30度まで、太平洋、大西洋、インド洋の熱帯から亜寒帯にかけて分布する。東中央大西洋でよく見られる。日本では岩手県沖、小笠原諸島、熊野灘、沖縄トラフ、南シナ海から記録されている。主に中深層から漸深層の深度500-3900mに生息する。ワニトカゲギス科で唯一日周鉛直移動を行わない種であると考えられており、他の種のように水面まで浮上しない。

## 形態

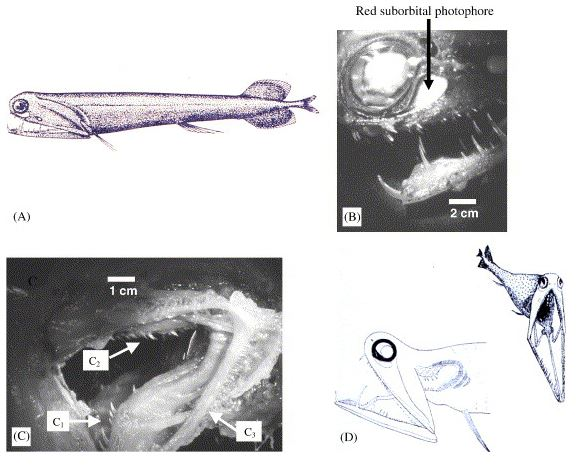
形態学的特徴

下顎の長さは全長の約4分の1で、この割合は魚類の中で最も大きい(図A)。大きな湾曲した牙により、獲物が逃げないようになっている(図B)。一般的な肉食魚に見られる鰓耙を持たない(図C)。前椎骨は軟骨状になっており、これにより頭を後ろに反らして比較的大きな獲物を捕食することもできる。口腔に底が無く、これにより大きな獲物を捕食することが出来る(図D)。更に水の抵抗が減少し、口を素早く閉じて獲物を簡単に捕らえることができる。また口を閉じるのに必要なエネルギー量も最小限に抑えられ、速く泳ぐ獲物を素早く捕らえることができる。眼窩後部の発光器は M. australis のものよりも大きく、側面の発光器の数や形態的特徴も異なる。全長は最大25.6cm。背鰭と臀鰭は表皮に覆われ、下顎に髭は無い。胸鰭は3-5軟条から成る。

### 視覚
黄色の水晶体により、赤色光の知覚機能を向上させると考えられている。赤色光を知覚する表層の種と同様の網膜構造を持つ。網膜は桿体細胞のみから構成され、錐体細胞を持たず、ロドプシンとポルフィロプシン、一部の光受容体に結合した単一のオプシンがあり、視覚感度は赤色光を感知する517-541nmである。ほとんどの深海魚は短い波長で最大感度を発揮する色素を持っており、これは深海に届く太陽光と生物発光両方のスペクトルとほぼ一致している。アゴヌケホシエソ属やクレナイホシエソなどの赤色光を発する近縁種は、それぞれ588nmと595nmまでの光を感知できる第3の色素を持つ。黄色い水晶体は網膜に到達する青色光の量を減らし、より長い波長に対する感度を高めることで赤色発光に有利に働いている。本種と同じく赤色光を発するムラサキホシエソも水晶体が黄色である。

## 食性

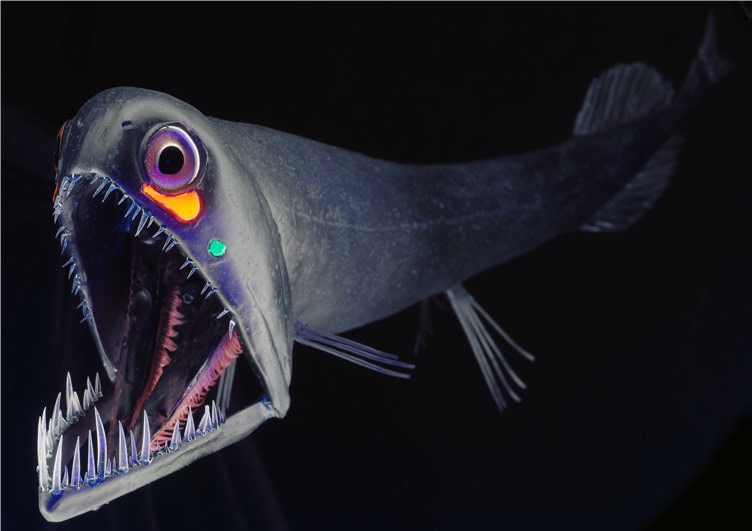
イラスト

大きな口と牙は魚食性を示唆しているが、実際の食性は動物プランクトンの割合が高い。カラヌス目などのカイアシ類、マイクロネクトン、エビなどの十脚類を捕食する。夜間に摂取した獲物は翌日の午後までに消化されるため、エネルギーを維持するために小さな獲物を絶えず食べ続ける必要がある。カイアシ類は食事の約69-83%を占めると記録されている。本種の生息水深では大型の獲物に遭遇することは稀であるため、発光を利用して狭い範囲を照らし、カイアシ類などの動物プランクトンを探す摂食方法がとられる。この食性は獲物の個体数によると考えられ、メキシコ湾東部での研究では、カラヌス目など大型のカイアシ類の個体数は魚やエビよりも3桁多いことが示された。この仮説を確認するには複数の地域でさらなる研究が必要である。長い波長の発光を検出するために必要な色素であるクロロフィル誘導体の起源は、おそらくカイアシ類である。

## 発光
本種の他に赤色光を発する近縁種はアゴヌケホシエソ属とクレナイホシエソが存在する程度である。この珍しい発光は深海で最大700nmまで達し、緑色や青色の発光生物には感知できないため、索餌において大きな利点を得ている。アゴヌケホシエソ属などは視色素により遠赤色光を感知するが、本種は代わりにクロロフィル由来の物質によって赤色光に対する感度を高める。
涙型で暗褐色の発光器が眼窩下にあり、最大710nmの赤色光を発する。最上部の褐色発光層を除去すると、発光スペクトルは約650nmのより短い波長になる。発光器には赤色蛍光物質が含まれており、化学反応からのエネルギー移動によって蛍光を発する。発光器は脳神経の枝と発光器官を介する神経によって制御される。眼窩後部の青色発光器官とは独立して制御されており、より長時間蛍光を発することが知られている。発光器は、大量の緋色の細胞を含む大きな色素胞から構成される。色素胞の内側には厚い反射層があり、発光器には反射組織の束が走る。外層は大きな上皮細胞で構成され、内側の暗い色の層と融合している。この層は光をフィルタリングする茶色の層を提供すると考えられる。腺の細胞は密な粗面小胞体によって特徴付けられる。